# خليج السويدية
خليج السويدية خليج يقع شمال شرق البحر الأبيض المتوسط في لواء إسكندرون جنوب خليج إسكندرون. يفصل الخليجين رأس الخنزير قرب مدينة السويدية. يصب نهر العاصي في خليج السويدية.